# Third Division 2001-2002
La Football League Third Division 2001-2002, conosciuta anche con il nome di Nationwide Third Division per motivi di sponsorizzazione, è stato il 44º campionato inglese di calcio di quarta divisione, nonché il 10º con la denominazione di Third Division. 
La stagione regolare ha avuto inizio l'11 agosto 2001 e si è conclusa il 20 aprile 2002, mentre i play off si sono svolti tra il 27 aprile 2002 ed il 6 maggio 2002. Ad aggiudicarsi il titolo è stato il Plymouth Argyle, al primo successo nella categoria. Le altre tre promozioni in Football League Second Division sono state invece conseguite dal Luton Town (2º classificato), dal Mansfield Town (3º classificato, che torna dopo dieci anni nella serie superiore) e dal Cheltenham Town (che grazie alla vittoria nei play off, sale per la prima volta nel terzo livello del calcio inglese). 
Capocannoniere del torneo è stato Steve Howard (Luton Town) con 24 reti.

## Stagione

### Novità
Al termine della stagione precedente, insieme ai campioni di lega del Brighton & Hove Albion, salirono direttamente in Football League Second Division anche il Cardiff City (2º classificato) ed il Chesterfield (3º classificato). Mentre il Blackpool, 7º classificato, raggiunse la promozione attraverso i play-off. Il Barnet, che chiuse all'ultimo posto, non riuscì invece a mantenere la categoria e retrocesse in Conference League.
Queste cinque squadre furono rimpiazzate dalle quattro retrocesse dalla Football League Second Division: Bristol Rovers (relegato per la prima volta nella quarta serie inglese), Swansea City, Luton Town ed Oxford United (questi ultimi due club scesero nel campionato di quarta divisione, rispettivamente dopo, trentaquattro e trentasette anni di assenza) e dalla neopromossa proveniente dalla Conference League: Rushden & Diamonds (al debutto in Football League).

### Formula
Le prime tre classificate venivano promosse direttamente in Football League Second Division, insieme alla vincente dei play off a cui partecipavano le squadre giunte dal 4º al 7º posto. Mentre l'ultima classificata retrocedeva in Conference League.

## Squadre partecipanti
| Squadra                | Città              | Stadio             | Stagione precedente                                      |
| ---------------------- | ------------------ | ------------------ | -------------------------------------------------------- |
| Bristol Rovers         | Bristol            | Memorial Stadium   | 21º posto in Football League Second Division, retrocesso |
| Carlisle United        | Carlisle           | Brunton Park       | 22º posto in Football League Third Division              |
| Cheltenham Town        | Cheltenham         | Whaddon Road       | 9º posto in Football League Third Division               |
| Darlington             | Darlington         | Feethams Ground    | 20º posto in Football League Third Division              |
| Exeter City            | Exeter             | St James Park      | 19º posto in Football League Third Division              |
| Halifax Town           | Halifax            | The Shay           | 23º posto in Football League Third Division              |
| Hartlepool United      | Hartlepool         | Victoria Park      | 4º posto in Football League Third Division               |
| Hull City              | Kingston upon Hull | Boothferry Park    | 6º posto in Football League Third Division               |
| Kidderminster Harriers | Kidderminster      | Aggborough Stadium | 16º posto in Football League Third Division              |
| Leyton Orient          | Londra (Leyton)    | Brisbane Road      | 5º posto in Football League Third Division               |
| Lincoln City           | Lincoln            | Sincil Bank        | 18º posto in Football League Third Division              |
| Luton Town             | Luton              | Kenilworth Road    | 22º posto in Football League Second Division, retrocesso |
| Macclesfield Town      | Macclesfield       | Moss Rose          | 14º posto in Football League Third Division              |
| Mansfield Town         | Mansfield          | Field Mill         | 13º posto in Football League Third Division              |
| Oxford United          | Oxford             | Kassam Stadium     | 24º posto in Football League Second Division, retrocesso |
| Plymouth Argyle        | Plymouth           | Home Park          | 12º posto in Football League Third Division              |
| Rochdale               | Rochdale           | Spotland Stadium   | 8º posto in Football League Third Division               |
| Rushden & Diamonds     | Irthlingborough    | Nene Park          | 1º posto in Conference League, promosso                  |
| Scunthorpe United      | Scunthorpe         | Glanford Park      | 10º posto in Football League Third Division              |
| Shrewsbury Town        | Shrewsbury         | Gay Meadow         | 15º posto in Football League Third Division              |
| Southend United        | Southend on Sea    | Roots Hall         | 11º posto in Football League Third Division              |
| Swansea City           | Swansea            | Vetch Field        | 23º posto in Football League Second Division, retrocesso |
| Torquay United         | Torquay            | Plainmoor          | 21º posto in Football League Third Division              |
| York City              | York               | Bootham Crescent   | 17º posto in Football League Third Division              |

## Classifica finale
|  | Pos. | Squadra            | Pt  | G  | V  | N  | P  | GF | GS | DR  |
|  | ---- | ------------------ | --- | -- | -- | -- | -- | -- | -- | --- |
|  | 1    | Plymouth           | 102 | 46 | 31 | 9  | 6  | 71 | 28 | +43 |
|  | 2    | Luton Town         | 97  | 46 | 30 | 7  | 9  | 96 | 48 | +48 |
|  | 3    | Mansfield Town     | 79  | 46 | 24 | 7  | 15 | 72 | 60 | +12 |
|  | 4    | Cheltenham Town    | 78  | 46 | 21 | 15 | 10 | 66 | 49 | +17 |
|  | 5    | Rochdale           | 78  | 46 | 21 | 15 | 10 | 65 | 52 | +1  |
|  | 6    | Rushden & Diamonds | 73  | 46 | 20 | 13 | 13 | 69 | 53 | +16 |
|  | 7    | Hartlepool Utd     | 71  | 46 | 20 | 11 | 15 | 74 | 48 | +26 |
|  | 8    | Scunthorpe Utd     | 71  | 46 | 19 | 14 | 13 | 74 | 56 | +18 |
|  | 9    | Shrewsbury Town    | 70  | 46 | 20 | 10 | 16 | 64 | 53 | +11 |
|  | 10   | Kidderminster      | 66  | 46 | 19 | 9  | 18 | 56 | 47 | +9  |
|  | 11   | Hull City          | 61  | 46 | 16 | 13 | 17 | 57 | 51 | +6  |
|  | 12   | Southend Utd       | 58  | 46 | 15 | 13 | 18 | 51 | 54 | –3  |
|  | 13   | Macclesfield Town  | 58  | 46 | 15 | 13 | 18 | 41 | 52 | –11 |
|  | 14   | York City          | 57  | 46 | 16 | 9  | 21 | 54 | 67 | –13 |
|  | 15   | Darlington         | 56  | 46 | 15 | 11 | 20 | 60 | 71 | –11 |
|  | 16   | Exeter City        | 55  | 46 | 14 | 13 | 19 | 48 | 73 | –25 |
|  | 17   | Carlisle Utd       | 52  | 46 | 12 | 16 | 18 | 49 | 56 | –7  |
|  | 18   | Leyton Orient      | 52  | 46 | 13 | 13 | 20 | 55 | 71 | –16 |
|  | 19   | Torquay Utd        | 51  | 46 | 12 | 15 | 19 | 46 | 63 | –17 |
|  | 20   | Swansea City       | 51  | 46 | 13 | 12 | 21 | 53 | 77 | –24 |
|  | 21   | Oxford Utd         | 47  | 46 | 11 | 14 | 21 | 53 | 62 | –9  |
|  | 22   | Lincoln City       | 46  | 46 | 10 | 16 | 20 | 44 | 62 | –18 |
|  | 23   | Bristol Rovers     | 45  | 46 | 11 | 12 | 23 | 40 | 60 | –20 |
|  | 24   | Halifax Town       | 36  | 46 | 8  | 12 | 26 | 39 | 84 | –45 |

Legenda:
      Promosso in Football League Second Division 2002-2003.
  Ammesso ai play-off.
      Retrocesso in Conference League 2002-2003.
Regolamento:
Tre punti a vittoria, uno a pareggio, zero a sconfitta.
In caso di arrivo di due o più squadre a pari punti, la graduatoria verrà stilata secondo i seguenti criteri:
- differenza reti
- maggior numero di gol segnati

Note:

Hartlepool United qualificato ai play off per miglior differenza reti rispetto allo Scunthorpe United.

## Spareggi

### Play-off

#### Tabellone
|  | Semifinali | Semifinali              | Semifinali | Semifinali | Semifinali |  |  | Finale             | Finale             | Finale |  |
|  |            |                         |            |            |            |  |  |                    |                    |        |  |
|  | 7          | Hartlepool Utd          | 1          | 1          | 2          |  |  |                    |                    |        |  |
|  | 4          | Cheltenham T. (5-4 dcr) | 1          | 1          | 2          |  |  | Cheltenham Town    | Cheltenham Town    | 3      |  |
|  | 6          | Rushden & Diamonds      | 2          | 2          | 4          |  |  | Rushden & Diamonds | Rushden & Diamonds | 1      |  |
|  | 5          | Rochdale                | 2          | 1          | 3          |  |  |                    |                    |        |  |

#### Semifinali
|                    | Risultati     |                    | Luogo e data                    |
| ------------------ | ------------- | ------------------ | ------------------------------- |
| Hartlepool United  | 1-1           | Cheltenham Town    | Hartlepool, 27 aprile 2002      |
| Cheltenham Town    | 1-1 (5-4 dcr) | Hartlepool United  | Cheltenham, 30 aprile 2002      |
|                    |               |                    |                                 |
| Rushden & Diamonds | 2-2           | Rochdale           | Irthlingborough, 27 aprile 2002 |
| Rochdale           | 1-2           | Rushden & Diamonds | Rochdale, 30 aprile 2002        |
|                    |               |                    |                                 |

#### Finale
|                 | Risultati |                    | Luogo e data                                |
| --------------- | --------- | ------------------ | ------------------------------------------- |
| Cheltenham Town | 3-1       | Rushden & Diamonds | Cardiff (Millennium Stadium), 6 maggio 2002 |